# Sandvikens IF

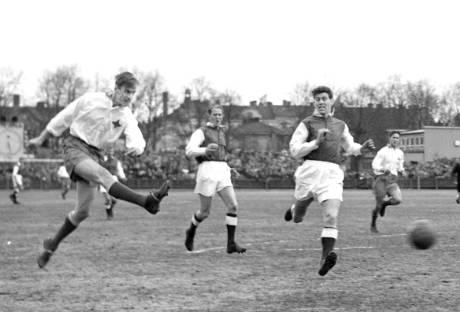
Herbert Sandin komt uit voor Sandvikens IF op 14 oktober 1956

Sandvikens IF is een Zweedse voetbalclub uit Sandviken, dat in het landsdeel Norrland ligt. De club werd opgericht in 1918 en speelt de thuiswedstrijden in het Jernvallen. De traditionele kleuren van de vereniging zijn rood-wit. 

## Geschiedenis
In 1929/30 speelde de club voor het eerst in de hoogste klasse. Na twee seizoenen degradeerde de club. De afwezigheid in de hoogste klasse werd tot één jaar beperkt en bij de terugkeer deed Sandvikens het beter. In 1934 werd de club vierde, al had het evenveel punten als de nummers twee en drie (AIK en Elfsborg), maar door een slechter doelsaldo kreeg de club de vierde plaats toebedeeld. Het volgende seizoen werd een derde plaats behaald, de beste in de geschiedenis van de club. Ook in 1936/37 werd de club een vierde plaats toebedeeld door een slechter doelsaldo, dit keer had Örgryte IS een beter saldo.
Na enkele jaren middenmoot kon de club in 1941 degradatie maar net vermijden met twee punten voorsprong op IK Brage. Het volgende seizoen had Sandvikens zelfs maar één puntje op overschot op Landskrona BoIS. In 1942/43 eindigde de club opnieuw vanonder maar had dit keer wel een comfortable voorsprong op de degradanten. In 1944 werd de club troosteloos laatste met zeven punten.
Deze keer kon de club niet meteen terugkeren en het was tot 1953 wachten op een wederoptreden. De club eindigde derde laatste met twee punten voorsprong op Jönköpings Södra IF, maar dat jaar werd de regel ingevoerd dat er drie clubs degradeerden; Sandvikens vloeide opnieuw af. De club werd afgelost door stadsrivaal Sandvikens AIK maar AIK deed het nog slechter en haalde vijf punten. De club loste op zijn beurt AIK af en keerde meteen terug met een knappe vierde plaats. De volgende jaren vestigde de club zich in de middenmoot tot een nieuwe degradatie volgde in 1961. Dit zou het laatste optreden van de club worden in de hoogste klasse.
In totaal speelde de club 21 jaar in de hoogste klasse en 35 jaar in de tweede klasse.